# Маврикијеви балкански походи
Маврикијеви балкански походи су биле војне кампање византијског цара Маврикија уперене против Авара и Словена. Циљ Маврикијевих похода била је одбрана балканских провинција Византијског царства од побуњених народа. Уз Анастасија I, Маврикије је био једини цар који је водио одлучну балканску политику. Од 591. године, по завршетку рата са Персијом, Византијско царство води офанзивну политику. Најзначајнији историјски извор за овај период јесте Историја Теофилакта Симокате у осам књига.

## Увод
Након повлачења Острогота са Балкана (488), одбрана северних подунавских граница Византијског царства била је веома ослабљена и изложена варварским нападима. Комес Марцелин, чије је дело најопширнији извор за овај период, није увек поуздан у идентификовању варварских народа који нападају царство. Он ове народе назива Скитима и Гетима те се они не могу изједначавати са Словенима.. Прокопије из Цезареје је први забележио податак о једном словенском нападу на Балканско полуострво. Напад је извршен током владавине цара Јустина I (518—527). У питању су били Анти чији је напад успешно сузбио војсковођа Герман. Напади су још чешћи током владавине цара Јустинијана (527—565). Византијска војска под Хилвудом успешно је сузбијала нападе до 534. године. Из Прокопијевих извештаја види се да су сукоби вођени уз саму леву обалу Дунава по чему се може закључити да су Словени и Анти тада већ насељавали леву обалу реке у влашком шумско-степском региону Средином 6. века постојао је делимично очуван лимес на левој обали Дунава. Тамо је постојало више утврђења. Једно од њих, каструм Турис, Јустинијан није могао обновити те га је понудио Антима под условом да бране Тракију од Бугара (Хуна) који су 544. године пустошили балканске провинције Лева обала доњег Дунава, од ушћа до Ђердапа, већ у почетку Јустинијанове владавине је запоседнута склавинским насељима. Пошто су се населили, Анти и Словени предузимају пљачкашке походе на подунавске провинције. О томе нам даје обавештења Прокопије у својој Тајној историји где пише да је годишње гинуло или заробљавано око 200.000 Ромеја, а да се цела област претворила у скитску пустињу Иако су ове процене свакако претеране, оне сведоче о обиму словенских напада средином 6. века. Године 548. Словени продиру до Драча Посебно јак је био напад из 550. године. Прокопије описује дејствовање два одреда: илирског и трачког Трачки одред сукобио се са византијском војском код Једрена, поразио је и након освајања великог плена се повукао. Илирски (далматински) одред пљачкао је по Далмацији, а посебно је значајно то што је презимио на Балкану о чему сведочи археолошки локалитет у Мушићима код Вишеграда Ове нападе треба везати са гепидско-лангобардским ратовима у које се мешала и Византија.

## Пад Сирмијума
Словени су (578/9) пустошили Хеладу. Цар Тиберије II Константин (578—582) је послао изасланике Бајану, који је тада био наклоњен Византинцима, наговоривши га да зарати против Словена како би они који пљачкају, привучени несрећом код куће, напустили римску земљу. Ромејски посланик пребацио је Аваре (њих 60.000) преко Дунава. Када је прешао на супротну обалу, Бајан је спалио села Словена и опустошио поља. Нико му се није супротставио. Словени су побегли у шуме. Овај Бајанов поход инспирисан је његовом личном мржњом према Словенима. Он је, наиме, послао Даурентију и онима који су на челу словенског народа посланике позивајући их да се покоре. Даурентије је то одбио помињући у одговору да ће бранити земљу док буде ратова и мачева и да су Словени навикли да владају туђим, а не други њиховим. Побио је посланике које му је Бајан послао
Нови византијско-аварски рат избио је 579. године и трајао је три године. Авари су пред Сирмијумом (582) три дана очекивали битку. Када се није појавила никаква византијска војска, прешли су преко моста. Грађанима је понестало хране. Командант Сирмијума, Соломон, био је неспособан, а војсковођа Теогнис, који је имао мали број војника, добио је од цара писмено наређење да преда Сирмијум уз услов да извуче становништво. Тако је склопљен мир, а Авари су добили данак за претходне три ратне године. Последице по балканске провинције биле су далекосежне. Свугде је завладала несигурност, а пронађени су остаци закопаног новца.

## Рат до 585. године
Авари су 582. године упутили посланике цару Маврикију. По освајању Сирмијума дошло је до споразума, веома срамног по Византију. Пристали су на плаћање годишњег данка од 80.000 златника. Мир не потраја дуго јер се хаган дрско понео према Византинцима. О томе опис даје Теофилакт Симоката на самом почетку свога дела. Чуо је да у Цариграду има слонова те је затажио једног за себе. Цар му га је послао, али га је Бајан, чим га је видео, вратио у Цариград. Затражио је повећање данка за још 20.000 златника. Цар је одбио те хаган приступи освајању Сингидунума који, због мира, није био заштићен. Након освајања Сирмијума, пали су и Августа и Виминацијум, а хаган је опсео и Анхијал Следеће године закључено је примирје. У рат са Ромејима, хаган је наговорио и Словене. Они су опустошили највећи део ромејске земље. Војсковођа Коментиол нанео им је велики пораз.

## Обнова рата
Пролећа 591. године завршио се рат са Персијом те је Маврикије трупе ужурбано пребацио у Европу. Почетком јула Маврикије лично стаје на чело војске и крете ка Анхијалу, а одатле ка Хераклеји. Тамо цареве штитоноше ухватише три човека, родом Словена, који на себи нису имали ништа од гвозденог оружја нити ратних справа. Пртљаг су им биле тамбуре. Цар их је испитивао одакле долазе. Они су му рекли да су по народности Словени и да су настањени на граници западног Океана (Северно море); да је хаган чак тамо послао изасланике да скупљају војну силу, али су их племенски поглавари одбили због даљине пута. Њих тројицу послали су хагану да донесу извињење. Пут су превалили за петнаест месеци. Хаган им је забранио повратак, али су ови успели да се ослободе и побегну у Тракију. Тамбуре носе јер нису извежбани да носе оружје јер у њиховој земљи нема рата већ се по цео дан слушају тамбуре, пошто не знају да свирају у војне трубе. Самодржац им се дивио због тих речи и послао их у Хераклеју.

### Ардагаст и Мусоки
Почетком пролећа 594. године цар је послао стратега Приска на Дунав да би словенска племена спречио да прелазе реку и руше мир. Приск је код Доростола прешао Дунав и напао словенског вођу Ардагаста ноћу. Пробуђени Ардагаст зајахао је неоседланог коња и дао се у бекство. Спасао се тако што је скочио у реку. Ромеји су опустошили Ардагастову земљу и заробљенике са пленом пошаљу у Цариград под генералом Татимером. Присков војсковођа Александар следећег дана пређе реку Хелибакију и наиђе на Словене који се пред ромејском војском склонише у шуму. Ромеји су кренули за њима, али се нађоше у невољи заглавивши се у блату. Цела чета би пропала да је Александар није избавио из мочваре. Потом је опколио целу шуму. Један Гепид пребегао је Ромејима и показао им прилаз. Ромеји су овладали прилазима и похватали варваре. Приликом испитивања су изјавили да су поданици Мусокија, тзв. рекса (краља) који борави на тридесет парасанги одатле. Мусоки их је послао да уходе ромејску војску јер је чуо за недавну несрећу Ардагаста. Заробљеници су побијени. Гепид је обећао Приску да ће успети да превари Мусокија. Отишао је код њега и затражио мноштво моноксила да би превезао пострадале Ардагастове људе. Мусоки му је дао 150 чамаца и 30 веслача. Гепид се искрцао на другу обалу, а током ноћи је дошао ромејском војсковођи и затражио му 100 хоплита како би побио веслаче. Хоплите је предводио Александар. Савладани вином, варвари су спавали. Гепид је након проласка иза треће страже послао Ромејима знак помоћу аварских песама. Александар је напао варваре и све их побио. Мусоки је пао у заробљеништво

### Пиригаст
Следеће године је византијску војску предводио куропалат Петар, Маврикијев брат. Стигавши у Маркијанопољ, Петар нареди да 1000 војника пођу у претходницу. Претходница је наишла на 600 Словена који су са собом носили плен задобијен у пљачкама ромејских територија. Ромејска војска није се смела упустити у отворен сукоб страхујући да варварске стреле не побију њихове коње. Сјахали су и пешке навалили на непријатеља. Видевши бројнијег непријатеља, варвари побише заробљенике и навалише на Ромеје. Тек после дужег времена су савладани и побијени.
Након четири дана двадесеторица Петрових људи кренула су у извидницу како би испитала бројност непријатеља. Словени су их заробили и приморали да открију ромејске планове. Пиригаст, поглавица те скупине Словена, сакри се у шуми и постави Ромејима заседу. Стратег Петар, самодршцев брат, сазнао је за заседу и наредио војсци да не прелази реку одвојено већ заједнички. Ромеји су из чамаца засули Словене стрелама. Погинуо је и словенски вођа Пиригаст.

## Рат до 602. године
Авари су 597. године обновили рат са Византијом. Прискова војска опседнута је у Томису, али су се Авари повукли по доласку Коментиола. Авари су напредовали до Аркадиопоља, али их је тамо покосила куга. Коментиол је разрешен дужности. На његово место постављен је Филипик. Убрзо је закључен мир са Аварима. Мир је потрајао до 599. године. Приск је презимио у околини Сингидунума да би на пролеће, заједно са трупама Коментиола, прешао Дунав и напао Аваре. Авари су по први пут поражени на сопственој земљи. Погинуло је неколико Бајанових синова. Приск је продро дубоко у земљу Авара док се Коментиол задржао на Дунаву. На Тиси се Приск неколико пута сукобио са Аварима и однео победе.
Свој други поход на Словене Петар је покренуо 602. године. Маврикије му је наредио да са војском пређе Дунав и ратује против склавинија. На чело војске Петар је поставио Гудуина који је нанео непријатељу велике поразе задобијајући велики број заробљеника. Дознавши за поход, хаган је послао Апсиха да са војском уништи народ Анта, тадашњег ромејског савезника. Вест коју је Теофилакт Симоката забележио о Апсиховом нападу на Анте последњи је помен тог словенског народа у писаним изворима. Део хаганове војске се одметнуо и пришао Ромејима. Када је стигла јесен, Маврикије је наредио Петру да његова војска презими на земљи Словена. То је изазвало страшну побуну у војсци. Петар није могао контролисати своју војску која се упутила ка Цариграду. Маврикије је збачен и убијен, а нови цар постао је Фока.

## Последице
У време владавине цара Фоке (602—610) Царство је данком у злату обезбеђивало мировање Авара. То, међутим, није зауставило експанзију Словена и колонизацију Балкана. Словени су у овом периоду преплавили територију некадашње провинције Далмације. Освајања није поштеђен ни западни део Полуострва. Археолошке трагове словенских напада почетком 7. века представљају селишта Словена и некрополе са урнама у источном приобалном појасу Доње Мезије ка граници Мале Скитије и Дунаву као граници Дакије Рипензис. У спису о чудима Светог Димитрија забележено је да је народ Словена опустошио Тесалију са острвима, Хеладу, Кикладска острва, Ахају, Епир, па чак и Малу Азију. Пред Солуном су Словени увек доживљавали поразе. Последњи већи напад и неуспех у овом периоду Словени су доживели 618. године, а неколико година касније извршена је неуспешна словенско-персијска опсада Цариграда у којој су са чамцима издубљеним од стабала (моноксилима) играли одлучујућу улогу у поморској бици код Златног рога. Каган је након пораза наредио да се погуби велики број Словена. Повлачење Авара и Персијанаца оставило је простор за ширење Срба и Хрвата.